# 橋爪勇

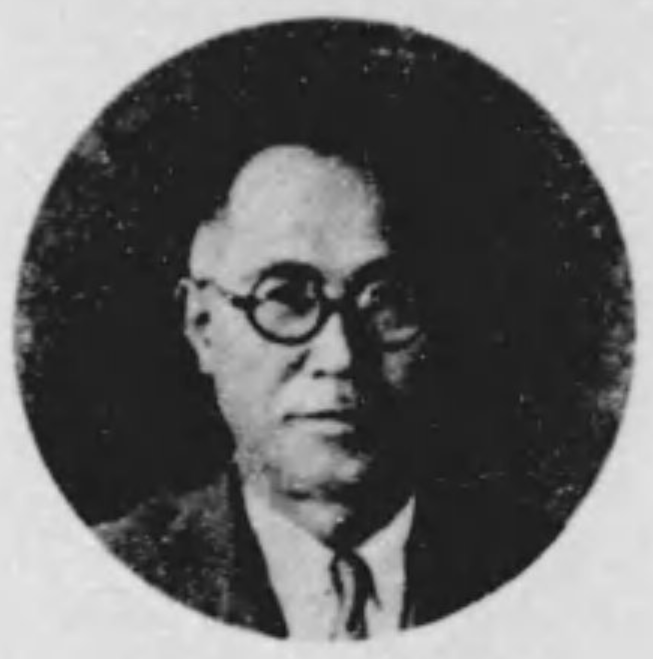
橋爪 勇

橋爪 勇（はしづめ いさむ、1880年（明治13年）2月21日 - 没年不詳）は、佐賀市長。弁護士。

## 経歴
佐賀県佐賀市出身。1908年（明治41年）、東京帝国大学法科大学英法科を卒業した。同年、司法官試補となる。1911年（明治44年）に長野地方裁判所判事、米子区裁判所判事となったが、翌年に退官した。退官後は佐賀市で弁護士事務所を開業し、また高取鉱業株式会社監査役・肥前電気株式会社取締役も務めた。1916年（大正5年）、佐賀市会議員に当選し、副議長、議長を歴任した。
1936年（昭和11年）、佐賀市長に選出され、1946年（昭和21年）まで務めた。その後、公職追放となった。